# Anneka Di Lorenzo
Anneka Di Lorenzo, després Anneka Vasta (nascuda Marjorie Lee Thoreson; 6 de setembre de 1952 – 4 de gener de 2011) a ser una estrella de pel·lícules d'explotació i model nua a Los Angeles.

## Vida
Thoreson va néixer a St. Paul, Minnesota. Quan els seus pares es van divorciar el 1965, l'adolescent va fugir a Los Angeles, on va treballar com a recepcionista, cambrera de còctels i ballarina en topless. Durant aquest temps va adoptar diversos àlies i va ser sota el nom de Priscilla Shutters, quan encara era adolescent, que va ser condemnada per robatori d'automòbils, possessió d'una pistola lacrimògena i passar xecs falsos.
Als 17 anys va aparèixer nua a Pix ("revista per a homes a qui els agrada l'acció", abril de 1970) sota el nom de Connie Stodtman. Durant 1972 va guanyar concursos de bellesa amb els noms de Susan, i després Anneka, Steinberg. Després, el 1973, va començar a modelar per a Penthouse amb el nom d'Anneka Di Lorenzo, com a mascota del mes el 1973 i com a mascota de l'any el 1975. El seu editor, Bob Guccione, també la va contractar com a Messalina a la seva pel·lícula de 1979 Caligula, un paper que també va interpretar a la pel·lícula de comèdia italiana Messalina, Messalina! (1977). Altres pel·lícules en què va aparèixer inclouen la pel·lícula d'explotació de 1974 The Centerfold Girls, Mama's Dirty Girls i Act of Vengeance; més tard va tenir un petit paper com a infermera a Vestida per matar de Brian De Palma (1980). El 1981 es va barallar amb Guccione i finalment va presentar una demanda per assetjament sexual contra ell, al·legant que la va obligar a mantenir relacions sexuals amb els seus socis de negocis. Tot i que finalment se li van atorgar 4 milions de dòlars, els va tornar a perdre el 1993 en apel·lació.
Després del final de la seva carrera glamurosa, Di Lorenzo va viure fora dels focus, ocupant diverses feines i després formant-se com a instructora de ioga. L'any 2000 va obrir una sucursal de The Forever Young Experience Inc. sota el nom d'Anneka Thoreson, juntament amb Philip Vasta. Més tard es va casar amb Vasta, però el seu matrimoni i els seus futurs negocis van fracassar i el 2010 vivia amb una de les seves germanes. El gener de 2011 va ser descoberta ofegada al mar a prop de Camp Pendleton en circumstàncies que indicaven suïcidi o assassinat.

## Filmografia
| Any  | Títol                 | Paper     | Notes                       |
| ---- | --------------------- | --------- | --------------------------- |
| 1974 | The Centerfold Girls  | Pam       | (segment "The Third Story") |
| 1974 | Mama's Dirty Girls    | Charity   |                             |
| 1974 | Act of Vengeance      | Chris     |                             |
| 1977 | Messalina, Messalina! | Messalina |                             |
| 1979 | Caligula              | Messalina |                             |
| 1980 | Vestida per matar     | Infermera | (paper final de pel·lícula) |